# Liste der Kulturdenkmäler in Windhagen
In der Liste der Kulturdenkmäler in Windhagen sind alle Kulturdenkmäler der rheinland-pfälzischen Ortsgemeinde Windhagen einschließlich der Ortsteile Birken, Frohnen, Hallerbach, Hüngsberg, Johannisberg, Rederscheid und Stockhausen aufgeführt. In den anderen Ortsteilen sind keine Kulturdenkmäler ausgewiesen. Grundlage ist die Denkmalliste des Landes Rheinland-Pfalz (Stand: 9. Februar 2023).

## Einzeldenkmäler
| Bezeichnung                                     | Lage                                                       | Baujahr                     | Beschreibung | Bild                           |
| ----------------------------------------------- | ---------------------------------------------------------- | --------------------------- | --- | ------------------------------ |
| Katholische Pfarrkirche St. Bartholomäus        | Windhagen, Hauptstraße Lage                                | 1869–1870                   | neugotische Hallenkirche; Architekt: Vincenz Statz, Köln; Wegekreuz, bezeichnet 1731; Grabkreuze, 18. Jahrhundert | weitere Bilder Fotos hochladen |
| Wohnhaus                                        | Windhagen, Hauptstraße 46 Lage                             | 18. Jahrhundert             | Fachwerkhaus, 18. Jahrhundert, im 19. Jahrhundert verlängert                                                      | Fotos hochladen                |
| Wegekreuz                                       | Windhagen, Hauptstraße, bei Nr. 46 Lage                    | 1702                        | Wegekreuz, bezeichnet 1702                                                                                        | Fotos hochladen                |
| Wirtschaftsgebäude                              | Windhagen, Hauptstraße, zu Nr. 49 Lage                     | Anfang des 19. Jahrhunderts | Wirtschaftsgebäude des ehemaligen Pfarrhofs, Fachwerkbau, Anfang des 19. Jahrhunderts                             | Fotos hochladen                |
| Wegekreuz                                       | Windhagen, Hauptstraße, Ecke Niederwindhagener Straße Lage | 1918                        | Wegekreuz, bezeichnet 1918                                                                                        | weitere Bilder Fotos hochladen |
| Wegekreuz                                       | Windhagen, Hauptstraße, Ecke Oberwindhagener Straße Lage   | 1878                        | Wegekreuz, neugotisch, bezeichnet 1878                                                                            | weitere Bilder Fotos hochladen |
| Wegekreuz                                       | Windhagen, Hauptstraße, Ecke Vierwindener Straße Lage      | 1886                        | Wegekreuz, bezeichnet 1886                                                                                        | weitere Bilder Fotos hochladen |
| Wegekreuz                                       | Windhagen, Heckener Straße, bei Nr. 7 Lage                 | 1875                        | Wegekreuz, bezeichnet 1875                                                                                        | Fotos hochladen                |
| Wegekreuz                                       | Windhagen, östlich des Ortes an der K 30 Lage              | 1880                        | Nischenkreuz, bezeichnet 1880 (?)                                                                                 | weitere Bilder Fotos hochladen |
| Wegekreuz                                       | Birken, am nordwestlichen Ortsausgang Lage                 | um 1880                     | Wegekreuz, um 1880                                                                                                | weitere Bilder Fotos hochladen |
| Wegekreuz                                       | Frohnen, Frohner Straße, bei Nr. 17 Lage                   | um 1880                     | Wegekreuz, um 1880                                                                                                | BW                             |
| Katholische Filialkirche Heilige Dreifaltigkeit | Hallerbach, Hallerbacher Straße, Ecke Mühlenweg Lage       | 1614                        | kleiner Saalbau, angeblich bezeichnet 1614                                                                        | Fotos hochladen                |
| Hohner Mühle                                    | Hohn, südöstlich des Ortes Lage                            | 18. Jahrhundert             | Mühle, im Kern aus dem 18. Jahrhundert                                                                            | BW                             |
| Wohnhaus                                        | Hüngsberg, Nr. 11 Lage                                     | 18. Jahrhundert             | Fachwerkhaus, teilweise massiv, 18. Jahrhundert                                                                   | BW                             |
| Villa                                           | Johannisberg, Nr. 4 Lage                                   | um 1920/30                  | neubarocke Walmdachvilla, teilweise massiv, um 1920/30; Gesamtanlage mit Park, Mauer und Torpfosten               | Fotos hochladen                |
| Katholische Kapelle St. Sebastian               | Rederscheid, Am Kapellchen Lage                            | 1803                        | kleiner Saalbau, Fachwerkgiebel, bezeichnet 1803; Barockaltar                                                     | Fotos hochladen                |
| Wegekreuz                                       | Rederscheid, Rederscheider Straße, Ecke Am Kreuz Lage      | 1856                        | Wegekreuz, bezeichnet 1856                                                                                        | BW                             |
| Marienkapelle                                   | Stockhausen, Stockhausener Straße Lage                     | 1884–1886                   | neugotischer Backsteinsaal, 1884–1886                                                                             | weitere Bilder Fotos hochladen |
| Wegekreuz                                       | Stockhausen, Weiherstraße, bei Nr. 5 Lage                  | 1876                        | Wegekreuz, bezeichnet 1876                                                                                        | weitere Bilder Fotos hochladen |
| Wohnhaus                                        | Stockhausen, Weiherstraße, hinter Nr. 10 Lage              | vor 1700                    | Fachwerkhaus eines ehemaligen Gräflich-Nesselroder Hofes, teilweise Rähm-, teilweise Ständerbau, im Kern vor 1700 | Fotos hochladen                |